# Whethan
Ethan Snoreck mais conhecido por seu nome artístico Whethan, é um DJ americano e produtor musical  nascido em  Chicago, Whethan chamou muita atenção de artistas como Skrillex, Porter Robinson e The Chainsmokers.

## Vida
Whethan começou a produzir em 2013 usando aplicativos do seu  iPad. Suas maiores influencias são Skrillex, deadmau5, Daft Punk. O nome Wheathin veio de um amigo da escola que estava procurando por um apelido para o seu nome Ethan e apenas começou a dizer palavras aleatórias. Wheathin foi uma daquelas palavras e chamou sua atenção.  Ele estudou o Ensino medio na escola Carl Sandburg High School.

## Carreira
Whethan colaborou com Flux Pavilion e MAX  para lançar a musica "Savage", que alcançou o número 29 na tabela de dança da Billboard. No início de 2017, ele colaborou com Charli XCX no  para lançar single "Love Gang". No ano seguinte, ele se juntou a Dua Lipa para a faixa "High", da trilha sonora de Fifty Shades Freed.

## Discografia[6]

### Singles
| Ano  | Título                                    |
| ---- | ----------------------------------------- |
| 2016 | Can't Hide                                |
| 2016 | When I'm Down (com Oliver Tree)           |
| 2016 | Savage (com Flux Pavilion e MAX)          |
| 2017 | All You Ever Talk About (com Oliver Tree) |
| 2017 | Love Gang                                 |
| 2017 | Good Nights                               |
| 2017 | Sleepy Eyes                               |
| 2017 | Enemy com (Oliver Tree)                   |
| 2018 | Be Like You                               |
| 2018 | Superlove                                 |

### Participações
| Ano  | Nome                        |
| ---- | --------------------------- |
| 2018 | Dua Lipa_High (com Whethan) |